# Вітри України
Напрямки та швидкості вітрів на території України визначаються різноманітними чинниками і тому досить різноманітні. Україна входить до зони західних вітрів помірного поясу, проте вплив процесів глобальної циркуляці атмосфери тут невеликий і вітри часто змінюють напрямок.
Найпоширенішими напрямками переважних вітрів улітку на всій території України західні та південно-західні.
Узимку підсилюється вплив Азійського антициклону, через що на сході, південному сході й півдні України ймовірність східних вітрів підвищується до 50—60%, але південно-західні та західні вітри також трапляються. В Криму часто дмуть вітри північного та північно-східного напрямків. На заході країни вітри не змінюють напрямків та залишаються переважно західними та південно-західними.
Навесні та восени підсилюється меридіональний рух повітря, тобто у північному та південному напрямках.
В приморських районах Азовського та Чорного морів великий вплив мають бризи, що проникають на сушу на 15-20 км. В Карпатах та на схилах Кримських гір переважають орографічні вітри, тобто гірськодолинні вітри і фени, що залежать від напрямку та протяжності схилів, чергування хребтів, улоговин і річкових долин, тому загальні чинники відіграють тут неосновну роль. На гірських вершинах Українських Карпат і Кримських гір напрямок вітру зумовлюється загальним переносом повітряних мас у вільній атмосфері, тобто західний та південно-західний в Карпатах і північно-східний та південно-західний в Кримських горах.
Вплив місцевих природних умов на швидкість вітру виявляється у меншій швидкості в зоні змішаних лісів, завдяки залісненості, та більшій в степовій та лісостеповій зонах. Окрім гірських районів Карпат і Криму, високі швидкості вітру характерні для південного сходу країни, тобто Донецької і Приазовської височин, берегів морів і водосховищ. На забудованих територіях напрямки та сили вітрів зумовлюються характером забудови, рельєфом, наявністю парків і акваторій. Над містами зазвичай формуються висхідні потоки повітря, а вітри прямують від периферії до центру.
Середні швидкості вітру на території України улітку варюють в діапазоні від 3 до 6 м/с, усередньому на території країни — до 5 м/с. Узимку загалом вітри сильніші, досягаючи 5-8 м/с. Швидкості бризів, сильніших улітку, усередньому становлять 1-5 м/с, максимально досягають 6-7 м/с на більшій частині узбережжя та до 9 м/с біля Євпаторії. Рекордна швидкість вітру в Україні за весь час метеоспостежень 180 км/год. зафіксовано на горі Ай Петрі в Криму.